# Paweł Jankiewicz
Paweł Jankiewicz (ur. 11 grudnia 1951 w Łodzi) – polski polityk, prawnik i działacz związkowy, senator III kadencji i poseł na Sejm III kadencji.

## Życiorys
Ukończył w 1990 studia na Wydziale Prawa i Administracji Uniwersytetu Łódzkiego. Od 1981 pracował w MZK w Łodzi. Działał w Związku Zawodowym Pracowników Komunikacji Miejskiej (od 1991 jako jego przewodniczący). W latach 90. kierował strukturami OPZZ w województwie łódzkim. Z listy Sojuszu Lewicy Demokratycznej pełnił funkcję senatora III kadencji oraz posła III kadencji. Do 2006 był wiceprezesem łódzkiej specjalnej strefy ekonomicznej. Zasiadał we władzach wojewódzkich SLD. Zajął się także praktyką w zawodzie radcy prawnego w ramach prywatnej kancelarii w Łodzi.
Odznaczony Złotym Krzyżem Zasługi (2002).